# 萌芽杓蛤
萌芽杓蛤（学名：Cardiomya semicostata），是笋螂目杓蛤科帚形蛤属的一种。主要分布于台湾，常栖息在深海。